# 肯寧頓站
肯寧頓站（英語：Kennington tube station）是倫敦地鐵北線的一個車站，位於南華克區肯寧頓地區的肯寧頓公園路。此站是北線查令十字、銀行、巴特錫和摩登支線的轉乘站。
肯寧頓站最初是世界首條地下電氣鐵路城市及南倫敦鐵路首通段的一部分，啟用於1890年12月18日。本站站房仍然大致保留1890年啟用時的形態。1920年代，本站的地底部分被大規模改造，使鐵路得以向南延伸，以及讓軌道隧道容納更闊的列車。
2021年之前肯寧頓站原屬於倫敦軌道運輸收費區的第一區，但在北線從肯寧頓站分支往巴特錫發電站站延線落成前被修訂為第一和二區，此舉降低了部分來往肯寧頓站鐵路旅途的票價。

## 歷史

### 城市及南倫敦鐵路
1883年11月，興建倫敦市及南華克地鐵（城市及南倫敦鐵路前身）的私人條例草案被呈交至國會審批。草案中的走線是由南倫敦南華克區的象堡，向北穿過泰晤士河底，並於倫敦市威廉王街設終點站。1884年7月28日，法案獲得御准，並成為倫敦市及南華克地鐵法1884。1886年工程展開。與更早期的地下鐵路採用明挖回填方式建造隧道不同，倫敦市及南華克地鐵公司採用鑽挖方式建造深層隧道，並以鑄鐵支撐性管片鋪設隧道壁。
1887年7月12日，一項把鐵路自象堡向南延伸至本站、橢圓和斯托克韦尔的法案獲得御准，工程亦隨之展開。倫敦市及南華克地鐵公司原本打算採用纜索牽引系統推動列車，但最終於1899年改為決定採用電力機車。這使威廉王街至斯托克韦尔一段鐵路成為世界第一段地下電氣化鐵路。1890年初，倫敦市及南華克地鐵公司改名為城市及南倫敦鐵路公司。
象堡以北的鐵路隧道直徑為3.10米，以南（包括本站上下行路段）則為3.20米。本站最初的月台隧道長61米，闊4.9米。在規劃的車站位置興建月台層時，原有鋪設於隧道壁的管片被移除，並改以人手挖掘車站月台層所需要的空間。這引致許多車站位置附近的建築物出現沉降，並損壞了不少道路、建築物和地下管線。在接近威廉王街站的位置，沉降就引致一條輸氣管裂開，並被指責是倫敦大火紀念碑受損的原因。挖掘完成後，隧道牆壁以910毫米厚的磚覆蓋，頂部為圓拱形設計。
本站的南北行月台位於不同水平，與大多數同期建造的其他中途站一樣。上層月台的其中一邊牆壁由下層月台所支撐。乘客需要使用螺旋梯或液壓升降機來往月台和地面。由於升降機只能達兩層月台間的中間層，乘客需要使用斜道或樓梯前往上層或下層月台。

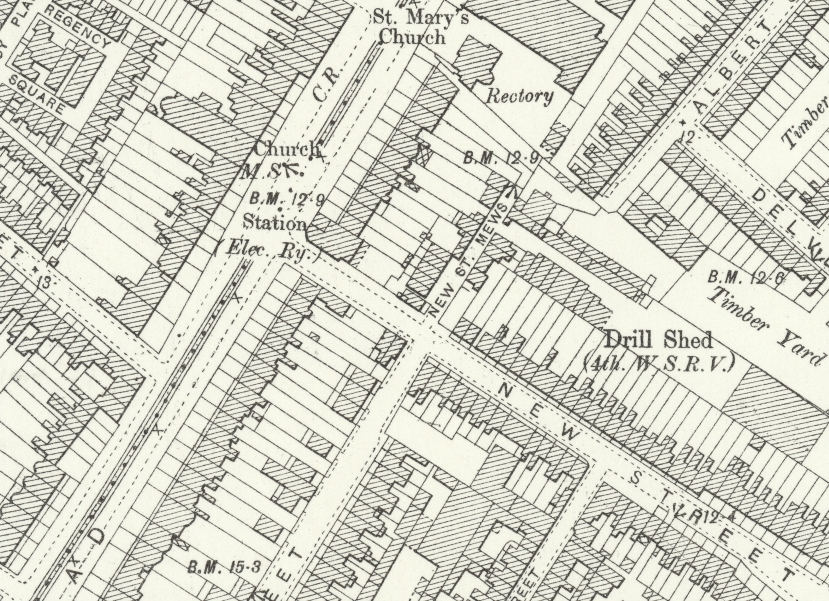
肯寧頓站於英國地形測量局地圖中的位置

本站站房只有一層，天花設有一個圓頂，圓頂位置原本裝有液壓升降機的機械設備。站房座落於肯寧頓公園路和布拉干薩街（時稱新街）的路口、布拉干薩街北邊位置。啟用前，城市及南倫敦鐵路公司曾考慮將本站命名為新街站。1919至27年，倫敦地鐵地圖亦曾標示本站為肯寧頓（新街）站。
本站於1890年12月18日隨城市及南倫敦鐵路首階段通車而啟用。 城市及南倫敦鐵路亦是倫敦首條地下深層鐵路。（早於該鐵路通車的大都會鐵路和區域鐵路均只以明挖回填方式建造地下淺層隧道）鐵路開通後，由於其隧道直徑太小，限制了列車的大小，因而鐵路的載客量亦因而受到限制。因此1892年經國會聯席委員會一項審核後，以後新建的地下鐵路隧道直徑均被指定必須為3.51米或以上。因此較後通車的地下深層鐵路，例如查令十字、尤斯頓及漢普斯特德鐵路（部分為現北線銀行分支前身）和大北方、皮卡迪利及布朗普頓鐵路，其地下深層鐵路隧道的直徑均比城市及南倫敦鐵路闊。
1912年，城市及南倫敦鐵路公司向國會提交法案，以徵得國會批准擴闊旗下鐵路管道的工程，使其直徑能夠與其他地下深層鐵路一致，讓公司得以使用更闊、更現代化的列車營運。與此同時，倫敦電氣鐵路公司（於1910年由倫敦地下電氣鐵路公司改組而成）亦提交法案，以徵得國會批准把查令十字、尤斯頓及漢普斯特德鐵路由堤岸（時稱查令十字站）延伸至本站。此兩項法案均於1913年獲國會通過，然而工程隨後因一戰爆發而無法展開。

### 隧道擴闊及鐵路連接工程
1919年2月，隨著一戰結束，城市及南倫敦鐵路公司提交了一項新法案，其中包括延長 1913 年法案批准的隧道擴建工程許可時間。 1919年8月19日法案獲得通過，成為 1919年倫敦城市和南倫敦鐵路法。 1920年，根據戰時特殊規定，倫敦電氣鐵路公司獲准延期執行其1913年法案的工作。儘管進行工程的許可已經更新，但兩間鐵路公司並無籌集資金以展開工程。這是因為建築成本於一戰時大幅增加，工程所帶來的回報已不足以抵銷成本。
當政府推出1921年貿易設施法後，財政部能根據該法為公共工程提供貸款，作為緩解失業的一種手段。在政府支持下，兩間鐵路公司獲得資金並開始擴闊城市及南倫敦鐵路隧道（包括本站一段鐵道）和興建查令十字、尤斯頓及漢普斯特德鐵路堤岸至本站延伸段。此外工程亦包括延伸城市及南倫敦鐵路至摩登。
隧道通過從每個隧道環上移除幾個鑄鐵管片來擴大，挖掘管片後的空隙到所需的新直徑，並用額外的填料墊片重新安裝管片。1922年8月8日起，城市及南倫敦鐵路北段（尤斯頓至沼澤門）關閉，而其餘部分（包括本站）則保持開放，擴闊工程在夜間進行。1923年6月1日，本站、自治市站和斯托克韦尔站關閉，並用作臨時建築材料倉庫，以便工程進行。工程期間，本站月台被臨時拆除，並加設了供廢土車使用的側線。工程人員亦從本站旁一所房屋的花園中挖出一條新豎井，以提供通往隧道的通道。工程人員亦利用乘客電梯在隧道和地面之間轉移廢土車。

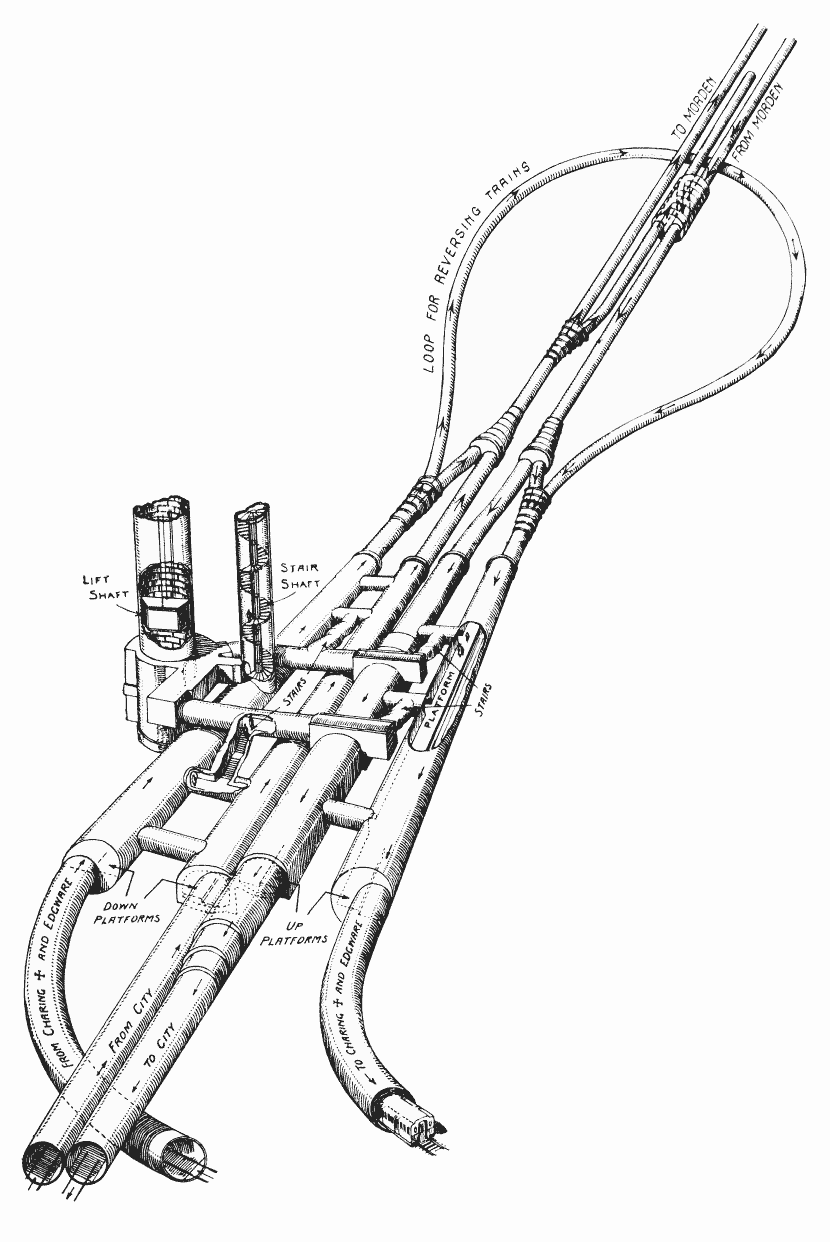
肯寧頓站月台層重建後的結構，可見本站增設了兩條新隧道，以及一條掉頭迴圈軌道（此圖左下角方位向北，可見本站通往月台的樓梯和升降機設於四條隧道的東側）

為了使乘客可以更方便地轉乘城市及南倫敦鐵路和查令十字、尤斯頓及漢普斯特德鐵路（即現北線銀行和查令十字分支），工程人員亦同步改建本站月台。工程人員建造了兩條與相應原有隧道平行並在同一水平面的新隧道（新隧道將由查令十字分支使用），而新隧道位於原有隧道（銀行分支）的外側。工程亦為每對月台之間建造了連接通道，以實現跨月台轉乘。原有兩個月台前往大堂的通道入口都是位於月台東側，即原有南北行隧道中，月台均位於軌道東側。新北行隧道由於位於原北行隧道外側（即西側），因此為了連接新北行月台，原北行月台被改為設置於隧道另一側，軌道亦因此移至隧道原屬月台的一側。在原北行隧道軌道一邊的牆上，至今仍存在一個門道。該門道就是月台未被移至隧道另一側時，從舊月台通往大堂的通道入口。
由於新南行月台位置原先有月台通往大堂和升降機的通道，因此工程同時為兩組月台增設新通道。新通道的水平位置由於較舊通道高3.4米，升降機的下層入口和緊急樓梯的入口亦需相應修改。此外，透過擴闊一部分軌道隧道，車站原有南北行隧道的長度亦被延長至110米。延長部分的隧道壁並沒有鋪磚，改為鋪設了標準的鐵片。在月台層，工程人員亦使用新的瓷磚圖樣為隧道牆壁和通道裝飾，以配合堤岸至摩登沿線新站的月台裝飾。
城市及南倫敦鐵路1890年首通段的六個車站中，威廉王街站早已廢除（車站站房亦已拆卸），而自治市、象堡、橢圓和斯托克韋爾站的站房均在1920年代的現代化工程中被大幅度改建，所以只有本站站房仍大致保留原有設計。因此現存五站中，只有本站被納入二級登錄建築。
為了使來自滑鐵盧站的列車能夠換向，改造工程亦新增一條迴圈軌道，以連接新南行隧道至新北行隧道。原有南北行隧道之間亦增設了中央避車線供來自象堡的列車換向。由於原南行隧道的水平位置比原北行隧道低，避車線有一部分帶有1:40的斜度，使列車能夠從南行軌道上升到北行軌道的水平。避車線可以容納兩列列車。
本站於1925年重開。隨著堤岸至本站的鐵路延伸工程於1926年完成，本站開始同時有城市及南倫敦鐵路和查令十字、尤斯頓及漢普斯特德鐵路公司的列車服務，兩條鐵路亦開始以單一線路服務。在1926年的地鐵地圖上，合併後的線路以單一顏色黑色顯示。儘管如此，兩條鐵路的名稱一直使用到1930年代。1930年代中期，此線路曾被稱為「埃奇韋爾、高門和摩登線」和「摩登-埃奇韋爾線」的名稱曾於作為線路名稱。1937年8月28日，北線被引入作為線路的正式名稱。

### 後續發展

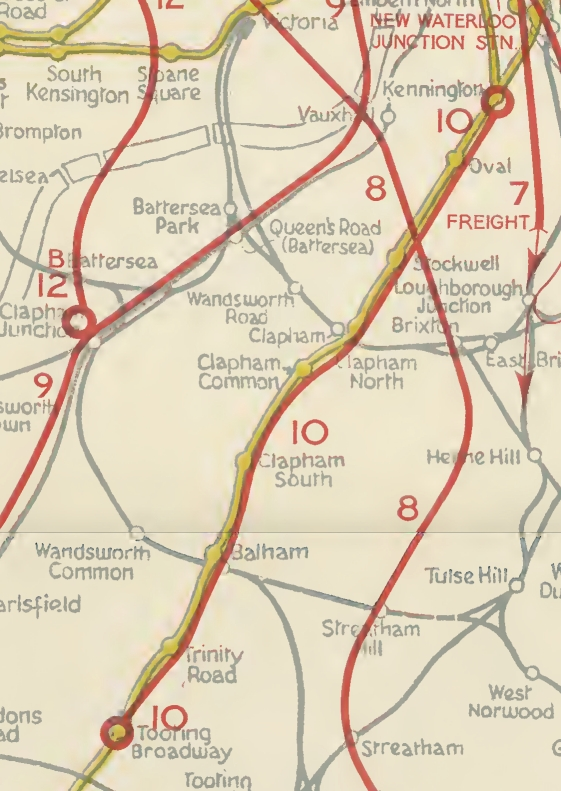
肯寧頓站至圖廳大道站快速列車專用軌道被標示為第10號路線

1935年，曾有建議為康登鎮至滑鐵盧、以及本站至巴勒姆兩段鐵路增設快速列車專用軌道。二戰期間，一系列北線的車站（貝爾塞斯公園、康登鎮、古吉街、斯托克韋爾、克拉珀姆北、克拉珀姆公園和克拉珀姆南）增設了防空洞。這些防空洞於戰後亦能被改造成快速列車專用軌道的一部分。
1946年一份檢討倫敦地區鐵路交通的報告指出北線肯寧頓至摩登段是倫敦地鐵最擁擠的路段，並建議於本站至圖廳大道站間的地鐵隧道下方增建第二組隧道，作為快速列車專用軌道，以增加載客量。計劃中查令十字分支的列車將於本站後經新隧道直達圖廳大道，並繼續前往摩登。使用原有隧道的列車則改以圖廳大道為總站。這份報告除了上述建議（被標示為第10號路線），亦規劃了另外十一條新鐵路。十二項建議中，只有第8號路線部分發展為今日的維多利亞線 ，換言之本站至圖廳大道站間增設隧道的建議最終沒有落實。
2005年本站翻新工程完成，其中包括更換月台和通道牆壁上的瓷磚。工程完成後，乘客仍需繼續透過樓梯或升降機來往月台和地面。
2014年，倫敦交通局獲國會批准興建北線查令十字分支的延伸線。延伸線由本站出發，經九榆樹站至巴特錫發電站站。倫敦交通局評估後認為延伸線不會為本站的進出站客量帶來顯著影響，但會使更多乘客使用本站轉乘北線各分支。因此，交通局為本站兩組月台(新舊北行月台間、新舊南行月台間) 增設跨月台通道。延線於2021年9月20日通車。

## 列車服務
由於北線列車需要以各支線組合服務（如南行方向就有艾奇韋爾-銀行-摩登、艾奇韋爾-查令十字-摩登、高巴尼特-查令十字-巴特錫發電站、高巴尼特-查令十字-摩登等），因此列車往往需要在位於康登鎮站或本站的支線匯合處，待避另一班來自另一支線的列車。因此北線的中央路段（查令十字支線及銀行支線）於繁忙時間每小時最多只能有24班列車服務。為了加密中央路段的班次，自2000年代起，倫敦交通局就希望將北線拆開為兩條線路來營運。若果成事，兩條線路於繁忙時間就能各自擁有每小時36班列車服務，運量將能提升約25%。 然而，現時康登鎮站於週末的繁忙時間非常擁擠，因此該站需要先進行擴展及提升工程以應付線路分拆後所增加的轉乘人流。2018年，由於倫敦交通局的經濟狀況轉差，康登鎮站的擴展及提升工程被無限期擱置。因此截至2022年，北線仍然沒有計劃分拆成兩條路線，即本站仍有分別前往各分支的列車服務。
來自查令十字支線的列車可以經由本站以南的交匯處駛入巴特錫支線或摩登支線。
可是，由於巴特錫支線的軌道沒有直接與銀行支線的軌道接駁，因此，來自銀行支線的列車班次不會前往巴特錫支線，反之亦然。
截至2021年9月，非繁忙時間服務本站的列車班次每小時為：
- 10班 北行 往艾奇韋爾 （經查令十字）
- 10班 北行 往艾奇韋爾 （經銀行）
- 8班 北行 往高巴尼特 （經查令十字）
- 8班 北行 往高巴尼特 （經銀行）
- 2班 北行 往磨坊山東 （經查令十字）
- 2班 北行 往磨坊山東 （經銀行）
- 20班 南行 往摩登
- 5班 南行 往巴特錫發電站

2016年11月8日起，倫敦交通局開始逢週五、六晚上於北線的艾奇韋爾、高巴尼特、查令十字和摩登支線運行通宵列車，因此本站亦於同日起有通宵列車服務。2020年3月20日，北線的列車通宵列車服務因2019冠狀病毒病疫情而暫停 。2022年7月2日起，北線恢復於週五、六晚上於艾奇韋爾、高巴尼特、查令十字和摩登支線開行通宵列車，磨坊山東、銀行及巴特錫支線則沒有通宵列車服務。
本站週五、六晚上通宵列車每小時的班次為：
- 4班 北行 往艾奇韋爾 （經查令十字）
- 4班 北行 往高巴尼特 （經查令十字）
- 8班 南行 往摩登

## 接駁交通

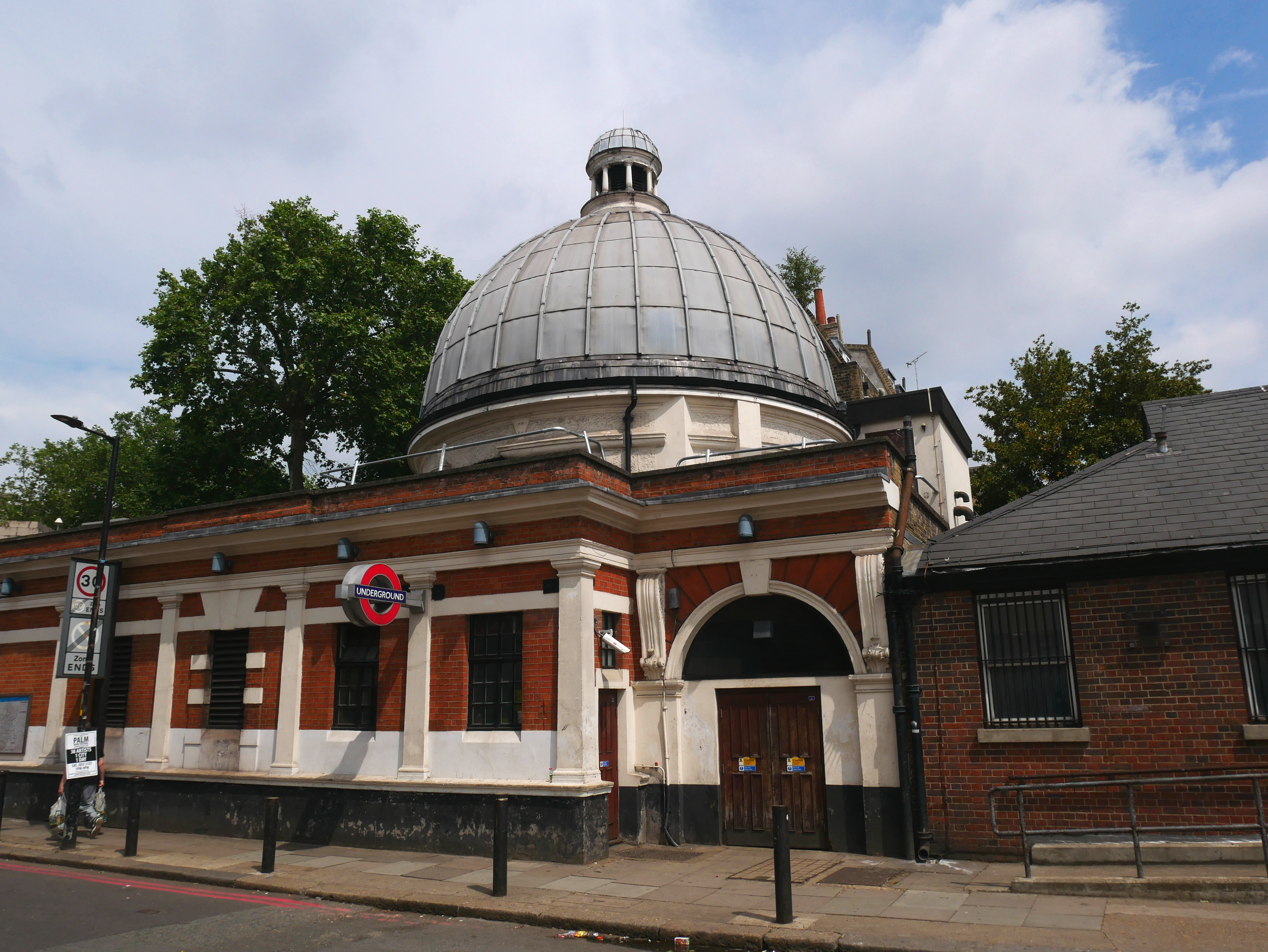
從東南方望向本站

倫敦巴士133、155、333、415號和通宵路線N133、N155號均服務本站。